# (15971) Hestroffer
(15971) Hestroffer est un astéroïde de la ceinture principale.

## Description
(15971) Hestroffer est un astéroïde de la ceinture principale. Il fut découvert le 25 mars 1998 à Caussols par le projet ODAS. Il présente une orbite caractérisée par un demi-grand axe de 2,25 UA, une excentricité de 0,19 et une inclinaison de 5,5° par rapport à l'écliptique.

## Compléments